# 251

251(이백오십일)은 250보다 크고 252보다 작은 자연수다.

## 수학
- 54번째 소수(素數)다. 앞의 소수는 241, 다음 소수는 257이다.
  - 18번째 소피 제르맹 소수로, {\displaystyle 251\times 2+1}의 값인 503도 소수다. 앞의 소피 제르맹 소수는 239, 다음은 281이다.
- {\displaystyle 251=79+83+89}
  - 연속하는 세 소수(素數)의 합으로 나타낼 수 있으며, 이 성질을 지닌 앞의 수는 235, 다음 수는 269다.
- {\displaystyle 251=23+29+31+37+41+43+47}
  - 연속하는 소수(素數) 7개의 합으로 나타낼 수 있으며, 이 성질을 지닌 앞의 수는 223, 다음 수는 281이다.
- {\displaystyle 251=7^{2}+9^{2}+11^{2}}
  - 연속하는 세 홀수의 제곱합으로 나타낼 수 있으며, 이 성질을 지닌 앞의 수는 155, 다음 수는 371이다.
- {\displaystyle 251=1^{3}+5^{3}+5^{3}=2^{3}+3^{3}+6^{3}}
  - 251은 세 자연수의 세제곱합으로 나타내는 방법이 두 가지인 가장 작은 수다.
- {\displaystyle 20^{5}-1}은 251로 나누어떨어진다.

## 과학
- NGC 251: 물고기자리 방향에 있는 나선은하.

## 교통
- 고속도로 및 국도
  - 호남고속도로지선의 노선 번호.
  - 유럽 고속도로 251호선: 독일 자스니츠에서 베를린까지 이어지는 유럽 고속도로.
  - 일본 251번 국도(일본어판): 나가사키현 나가사키시에서 이사하야시까지 이어지는 일본의 국도.
- 기타 도로
  - 현도 제251호선

## 군사
- U-251(영어판, 독일어판): 제2차 세계 대전에 사용된 나치 독일의 군용 잠수함.

## 문화유산
- 대한민국의 국보 제251호: 초조본 대승아비달마잡집론 권14
- 대한민국의 보물 제251호: 칠곡 선봉사 대각국사비
- 대한민국의 사적 제251호: 여주 파사성

## 방송
- 지니 TV의 국악방송 채널 번호.
- B tv의 실버아이TV 채널 번호.
- U+ TV의 연합뉴스TV JOB 채널 번호.
- LG헬로비전의 영국 공영 방송인 BBC 뉴스의 채널 번호.

## 기타
- 연도: 251년, 기원전 251년